# 202 Dywizja Strzelecka (ZSRR)
202 Dywizja Strzelecka (ros. 202-я стрелковая дивизия) – związek taktyczny (dywizja) Armii Czerwonej.
Sformowana w 1941, w związku z niemiecką agresją na ZSRR. Brała udział w walkach pod Kurskiem i Orłem. Forsowała Dniestr i Prut. Wojnę zakończyła w Grazu, w Austrii.